# 心之觸碰。
《心之觸碰。》是長井龍雪導演，CloverWorks製作的日本動畫電影，於2024年10月4日上映。

## 概要
《我們仍未知道那天所看見的花名。》（2013年）、《好想大聲說出心底的話。》（2015年）、《知道天空有多藍的人啊》（2019年）青春三部曲的主要製作人員（導演：長井龍雪、劇本：岡田麿里、角色設計：田中將賀）將合力製作原創長篇動畫電影。
以東京為背景，描述三位年輕朋友，由於語言不通而無法溝通，卻借助一種神秘生物的力量來讓彼此連結心靈的故事。於2023年12月6日發布的預告視覺中，有三位年輕人背著桶子，裡面裝著類似刺蝟的神秘生物。

## 登場人物
- 小野田秋：永瀨廉
- 祖父江諒：坂東龍汰
- 井之原優太：前田拳太郎
- 鴨澤樹里：白石晴香
- 淺川奈南：石見舞菜香
- 脇田：皆川猿時
- 島田公平：津田健次郎

## 腳註

### 來源
1. (PDF).
2. 1 2 3 4  . Eiga Natalie. 2023-12-06  [2023-12-16]. （原始内容存档于2023-12-16） （日语）.
3. ↑  . Comic Natalie. 2024-07-05  [2024-07-05]. （原始内容存档于2024-07-06） （日语）.
4. ↑  . Real Sound映画部 (blueprint). 2023-12-06  [2023-12-16]. （原始内容存档于2023-12-16） （日语）.

## 外部連結
- 劇場版「心之觸碰。」官方網站（日語）
- 劇場版「心之觸碰。」官方的X（前Twitter）（日語）
- 心之觸碰。在動畫新聞網百科全書中的資料（英文）
- 互联网电影数据库（IMDb）上《心之觸碰。》的资料（英文）